# Andreas Kristler
Andreas Kristler (* 30. August 1990 in Lienz) ist ein österreichischer Eishockeystürmer. Er steht seit August 2017 beim EHC Linz in der Österreichischen Eishockey-Liga unter Vertrag und ist Mitglied der österreichischen Nationalmannschaft. Der Stürmer galt lange als eines der größten Talente im österreichischen Eishockey.

## Karriere
Kristler spielt seit seinem dritten Lebensjahr Eishockey und absolvierte die Nachwuchsteams seines Heimatvereins EC Irschen. Er spielte nach seiner Zeit in Irschen einige Jahre beim UEC Lienz, ehe er auf Anraten von Ex-VSV Stürmer Robert Wachter und dem ehemaligen Kärntner-Elite-Liga Top-Scorer Pavel Novotný nach Villach in die Jugend des EC VSV wechselte.

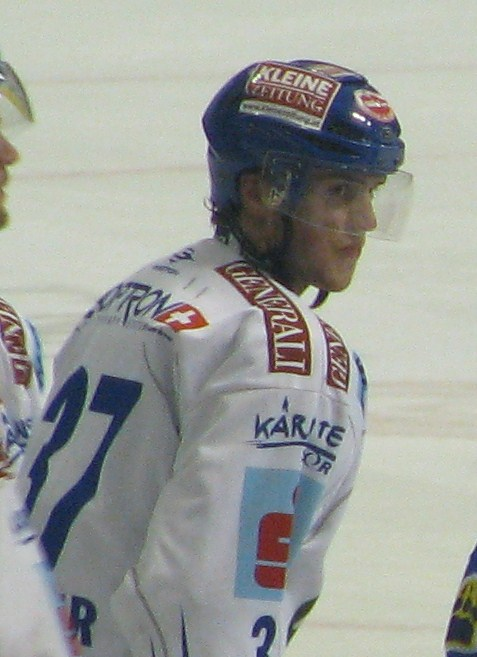
Andreas Kristler (2009)

Mit 16 Jahren gab Kristler sein Debüt in der Senioren-Mannschaft, zwei Spielzeiten später schaffte er schließlich den Durchbruch. In der Saison 2008/09 spielte er durchgehend in der Kampfmannschaft, für die er in 52 Spielen zwölf Punkte erzielte. Er wurde daraufhin von Teamchef Lars Bergström für die Weltmeisterschaft der Top-Division 2009 in den österreichischen Kader berufen.

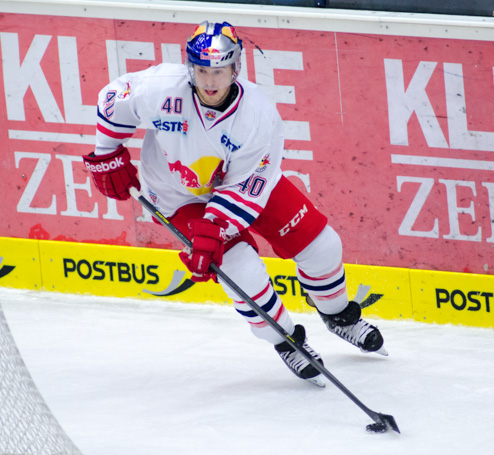
Andreas Kristler (2013)

Zur Saison 2011/12 wechselte Kristler innerhalb der Österreichischen Eishockey-Liga zum EC Red Bull Salzburg und wurde mit den Roten Bullen 2014, 2015 und 2016 jeweils Österreichischer Meister. 
Seit der Saison 2017/18 spielt Kristler für die Black Wings Linz.

### International
Kristler absolvierte jeweils eine U20- und U18-Weltmeisterschaft für Österreich. Bei der U20-Junioren-Weltmeisterschaft 2009 der Division I schaffte er mit dem U20-Nationalteam den Aufstieg in die Top-Division.
Am 8. April 2009 debütierte er bei der 1:3-Niederlage gegen Russland in Innsbruck für das A-Nationalteam und war bei der Weltmeisterschaft 2009 im Einsatz, bei der er im zweiten Spiel gegen die Vereinigten Staaten zum besten Spieler der Österreichischen Mannschaft gewählt wurde. 2013 folgte seine zweite WM-Teilnahme in der Top-Division. Kurz vor den Olympischen Winterspielen 2014 wurde Kristler von Nationaltrainer Emanuel Viveiros aus dem Olympiakader gestrichen. Bei der Weltmeisterschaft 2016 spielte er mit den Alpenländlern in der Division I.

## Erfolge und Auszeichnungen
- 2007 Österreichischer Jugendmeister mit dem EC VSV
- 2008 Österreichischer Jugendmeister mit dem EC VSV
- 2009 Aufstieg in die Top-Division bei der U20-Junioren-Weltmeisterschaft Division I, Gruppe B
- 2011 European-Trophy-Gewinn mit dem EC Red Bull Salzburg
- 2014 Österreichischer Meister mit dem EC Red Bull Salzburg
- 2015 Österreichischer Meister mit dem EC Red Bull Salzburg
- 2016 Österreichischer Meister mit dem EC Red Bull Salzburg

## Karrierestatistik
(Legende zur Spielerstatistik: Sp oder GP = absolvierte Spiele; T oder G = erzielte Tore; V oder A = erzielte Assists; Pkt oder Pts = erzielte Scorerpunkte; SM oder PIM = erhaltene Strafminuten; +/− = Plus/Minus-Bilanz; PP = erzielte Überzahltore; SH = erzielte Unterzahltore; GW = erzielte Siegtore; 1 Play-downs/Relegation; Kursiv: Statistik nicht vollständig)